# 北京市第八十中学
北京市第八十中学（Beijing No.80 High School）简称八十中，位于北京市朝阳区，是北京市示范性普通高级中学。

## 历史
1956年建校，北京市示范高中。1978年被认定为北京市重点中学和北京市对外开放单位。2003年成为北京市示范性普通高中。2012年成立八十中学实验学校温榆河分校和康营分校。2013年成立北京八十学校。2015年成立八十中学枣营分校；2016年成立八十中学睿德分校；2017年八十学校昆明分校正式开学；2018年3月1日北京市第八十中学雄安校区正式挂牌；2019年成立八十中学嘉源分校；2019年4月小红门分校、睿实分校、牌坊分校和北皋分校正式挂牌，2021年9月北京市第八十中学雄安容和第一高级中学开学，2021年12月6日北京市第八十中学雄安容和兴贤初级中学开学。该校目前有3个校区，瑞德校区，白家庄校区和望京校区，其中瑞德校区是近些年建立的。该校初中部位于北京市朝阳区白家庄，高中部則位于朝阳区望京科技产业开发区（虽然望京也设有初中部，有一部分初中生），占地141.6亩，投资3.2亿，于2002年建成投入使用。两个校区均设有国际部。初中国际部招收外国学生，高中国际部招收中外合作办学项目学生和外国学生，有些学生参加高考，有些来华学习汉语。全校教职工约有290人，其中专任教师约200人，特级教师11人，高级教师83人，硕士以上学历教师20人。北京市第八十中学在文化大革命中曾办工厂生产电烙铁。

## 外部連結
- 官方网站
- 维基共享资源上的相關多媒體資源：北京市第八十中学